# آرتور اریش هاس
 آرتور اریش هاس (آلمانی: Arthur Erich Haas؛ زاده ۱۸۸۴ درگذشته ۱۹۴۱) یک فیزیک‌دان اهل اتریش بود.